# San Jacinto megye
San Jacinto megye az Amerikai Egyesült Államokban, azon belül Texas államban található. Megyeszékhelye Coldspring, legnagyobb városa Shepherd. Lakosainak száma 27 402 fő (2020. április 1.). San Jacinto megye Montgomery, Polk, Walker, Trinity és Liberty megyékkel határos.

## Népesség
A megye népességének változása:
| Lakosok száma | 26 464 | 26 858 | 27 083 | 26 856 | 27 413 | 27 402 |
|               | 2010   | 2011   | 2012   | 2013   | 2015   | 2020   |